# Filme gótico

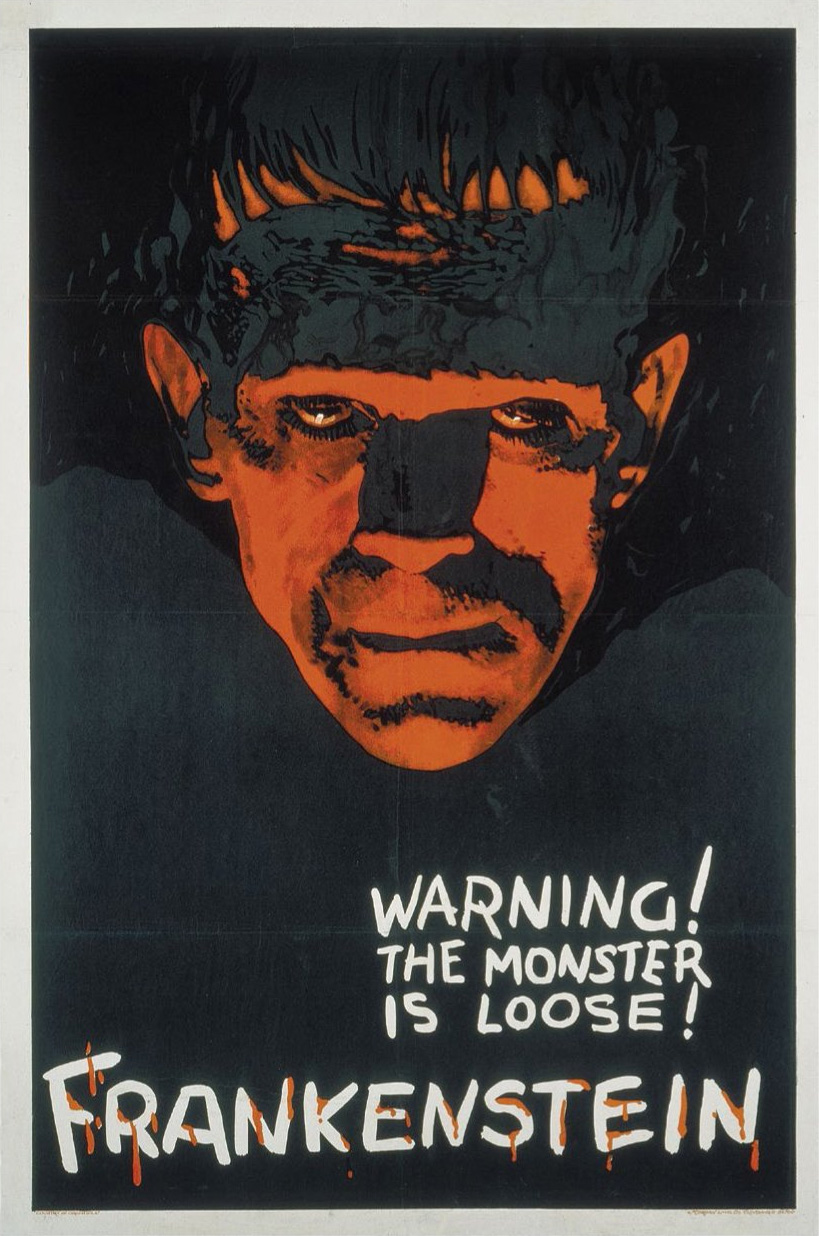
Poster de Frankenstein (1931).

O filme gótico é um filme que é baseado na literatura gótica ou contêm elementos góticos. Desde que vários gêneros de filme definitivos—incluindo ficção cientifica, filme noir, thriller, e comédia—têm usado elementos góticos, o filme gótico é desafiante para definir claramente como um gênero. Elementos góticos têm também infundido o gênero de filme de horror, contribuindo elementos sobrenaturais e aterrorizantes. Para criar uma atmosfera gótica, cineastas têm procurado criar novos truques de câmera que desafiam as percepções das audiências. Filmes góticos também refletem questões contemporâneas. A New Companion to The Gothic de Heidi Kaye diz "visuais fortes, um foco sobre sexualidade e uma ênfase na resposta da audiência" caracterizam filmes góticos como fizeram as obras literárias. The Encyclopedia of the Gothic diz que a fundação do filme gótico foi a combinação de literatura gótica, melodrama de palco, e expressionismo alemão.
Em The Cambridge Companion to Gothic Fiction, Misha Kavka diz que o filme gótico não é um gênero estabelecido, em vez contribuindo para imagens, enredos, personagens, e estilos góticos para os filmes. Estes elementos são muitas vezes encontrados na "categoria mais ampla do horror". Kavka cita a definição do gótico de William Patrick Day, "[ele] nos atormenta com o medo, tanto como seu assunto e seu efeito; faz isso, entretanto, não primariamente através de personagens ou enredos ou mesmo linguagem, mas através do spectacle". O cinema atende a definição gótica em criar imagens que estabelecem o espetáculo.
Um subgênero é o filme gótico romântico, focado nas questões femininas.

## História
Filmes góticos eram parte do início do cinema, adaptando a literatura gótica na tela como os melodramas de palco têm previamente feito. Obras góticas que fortemente influenciaram o cinema foram aquelas do século XIX: Frankenstein por Mary Shelley, Dr. Jekyll and Mr. Hyde por Robert Louis Stevenson e Drácula por Bram Stoker. Como a maioria do início do cinema, muitos filmes mudos góticos foram perdidos ou encurtados. No rescaldo da Primeira Guerra Mundial, os horrores da guerra permearam os filmes góticos. O Gabinete do Dr. Caligari (1920) de Robert Wiene, embora não se baseasse em um texto gótico, exibiu o expressionismo alemão que Heidi Kaye diz "transformou a abordagem estadunidense para o cinema gótico". The Encyclopedia of the Gothic diz, "Este marco no filme gótico foi originalmente intendido para ser uma sátira sobre a hipocrisia burguesa dirigido por Fritz Lang.
De acordo com New Directions in 21st-Century Gothic: The Gothic Compass, estudiosos consideram os filmes góticos Frankenstein (1931) por James Whale, Dracula (1931) por Tod Browning, e Dr. Jekyll and Mr. Hyde por Rouben Mamoulian "um fundacional tríptico, do qual eles olharam para trás para filmes góticos iniciais e para frente para os posteriores".
Na Austrália, o primeiro filme gótico moderno é considerado para ser Picnic at Hanging Rock (1975).

## Filmes notáveis
Quando o British Film Institute em 2013 lançou um programa celebrando os filmes e shows de TV com temas góticos, The Guardian identificou os seguintes como os dez melhores filmes góticos (ordenados por ano):
1. Nosferatu (1922)
2. Dracula (1931)
3. Frankenstein (1931)
4. Rebecca (1940)
5. Dracula (1958)
6. The Pit and the Pendulum (1961)
7. Rosemary's Baby (1968)
8. Suspiria (1977)
9. Near Dark (1987)
10. The Orphanage (2007)